# El matí i la mare que el va parir
El matí i la mare que el va parir és el programa despertador radiofònic de Ràdio Flaixbac, despertant a Catalunya amb humor, actualitat i bon rotllo, presentat per Carles Pérez. Aquest programa s'emet de dilluns a divendres en directe de 6 a 12 del matí i els dissabtes una recopilació dels millors moments de la setmana de 8 a 10 del matí. El 2016 fou guardonat amb el Premi Nacional de Comunicació en la categoria de radiodifusió.
L'equip està format per Carles Pérez, Clara Bosch, Marc Casanovas, El Gran Germán i Oriol Dalmau. També hi ha altres col·laboradors, com Marc Paredes a la previsió del temps.
El programa va néixer l'any 1997 i el seu creador i primer presentador va ser en Joan Arenyes. Als seus inicis el programa ja va incloure les caràcteristiques trucades-despertador per felicitar l'aniversari als oients i tenia com a col·laboradors, entre d'altres, a Xavi Portillo a les notícies, la sexòloga Esther Gago, el Francesc Mauri al temps i el periodista Tian Riba amb "la gran notícia del dia". Arenyes va combinar la presentació del programa amb la feina de cap de programes de l'emissora.